# Richard Wolsztynski
Richard Wolsztynski, né le 18 avril 1948 à Saint-Avold (Moselle), est fils d'un mineur polonais, travaillant dans le bassin des houillères de l'Est, en Moselle. 
Il est officier général cinq étoiles et son dernier poste de sa carrière a été celui de chef d'état-major de l'Armée de l'air de 2002 à 2006.

## Carrière
De 1959 à 1966, il effectue ses études secondaires, jusqu'au baccalauréat, au lycée Jean-Victor Poncelet à Saint-Avold, en Moselle. Pendant toute sa scolarité, de la sixième à la terminale, il obtient chaque année le prix d'excellence de ses classes successives. Puis il intègre les classes préparatoires aux grandes écoles (mathématiques supérieures puis mathématiques spéciales) avant de réussir le concours d'accès de l’École de l'air. 
Richard Wolsztynski intègre la promotion 1968 de l'École de l'air. Pendant sa formation d'officier-élève, il effectue un échange d'un semestre au sein de l'United States Air Force Academy située à Colorado Springs (Colorado).
À sa sortie d'école, en fonction de son très bon rang de classement et de ses désirs personnels, il choisit la spécialité « chasse », la plus prestigieuse et la plus cotée parmi les anciens élèves de l'École de l'air. Il part alors en 1970 à l’École de formation de la chasse à Tours ; il est breveté pilote de chasse en 1972. Il est ensuite breveté « chef de patrouille » en 1975.  
En tant que pilote de chasse, il est d'abord affecté en unité opérationnelle sur base aérienne puis, au cours de sa carrière d'officier supérieur, il alterne des fonctions d'encadrement et de commandement sur base et des fonctions en état-major régional ou national.  
En 1986, il part à Montgomery (Alabama/États-Unis) pour y suivre les cours de l'École supérieure de guerre aérienne de l'US Air Force. 
En 1987, il suit en France le Cours supérieur interarmées puis rejoint l'état-major de la force aérienne tactique/ 1re région aérienne à Metz, où il est successivement chef de bureau « études générales » puis sous-chef d'état-major « plans ». 
En 1990/1991, il participe à quatre missions opérationnelles lors de la guerre du Golfe.  
En 1991, en tant que colonel, il est nommé commandant de la Base aérienne 112 Reims-Champagne, officiellement baptisée « Commandant Edmond Marin la Meslée » depuis le 14 février 1953. Il est également commandant de la place d'armes de Reims.  
En 1993, il quitte son commandement et est muté à Paris afin d'être auditeur au Centre des hautes études militaires et de suivre également la formation d'officier supérieur spécifique au sein de l'Institut des hautes études de Défense nationale. 
En 1994, il est nommé au cabinet militaire du ministre de la défense, en tant qu'« adjoint air ». Sur place, dans sa fonction, il est promu général de brigade aérienne, après septembre 1995 ; il est le seul colonel, dans l'histoire du Cabinet militaire de la défense depuis que cette structure particulière existe, à avoir été promu officier général, en tant qu'adjoint. 
En 1996, il quitte le cabinet du ministre de la défense afin de devenir un des généraux, sous-chefs d'état-major au sein de l'état-major de l'Armée de l'air : il est alors sous-chef « plans-finances ». 
Deux ans plus tard, il est nommé inspecteur de l'armée de l'air où il est en fonction pour une année. 
Le 1er septembre 1999, il est élevé au grade de général de corps aérien et nommé au poste de major général des armées. 
En 2002, il est élevé au rang et appellation de général d'armée aérienne. Il est alors nommé chef d'état-major de l'Armée de l'air, poste qu'il occupe pendant 3 ans et 318 jours.
En 2007, il rejoint l’institut de relations internationales et stratégiques en tant qu'expert militaire.
En 2015, il parraine la 1re promotion Bac Pro Aéronautique par apprentissage « Mécanicien Systèmes Cellule » au lycée CFA de Jarny.

## Décorations
- Grand Officier de la Légion d'honneur
- Officier de l'Ordre national du mérite
- Croix de guerre TOE
- Médaille de l'aéronautique
- Médaille d'Outre-mer
- Médaille commémorative de la guerre du Golfe (Arabie saoudite)
- Médaille du mérite de Santos-Dumont (Brésil)